# Ballyhoura Mountains
Ballyhoura Mountains är en bergskedja i republiken Irland. Den ligger i grevskapet County Limerick och provinsen Munster, i den centrala delen av landet.
Ballyhoura Mountains sträcker sig 19,1 km i öst-västlig riktning. Den högsta toppen är Seefin Mountain, 528 meter över havet.
Topografiskt ingår följande toppar i Ballyhoura Mountains:
- Carron Mountain
- Seefin Mountain